# سارا پکستون
سارا پکستون (به انگلیسی: Sara Paxton) (زاده ۲۵ آوریل ۱۹۸۸) بازیگر، مدل و خواننده آمریکایی است.
او در کالیفرنیا بزرگ شد و در سنین کودکی بازیگری را آغاز کرد که بسیاری از نقش‌هایش تا قبل از سال ۲۰۰۴ نقش‌های جزئی در سینما و تلویزیون بوده‌است.
او پس از بازی در سریالهای زندگی وحشیانه دارسی و سامرلند به شهرت رسید. پاکستون همچنین در فیلم‌های اسلیپ‌آور (۲۰۰۴)، آکوامارین (۲۰۰۶)، بازگشت به هالووین‌تاون، آخرین خانه سمت چپ (۲۰۰۹)، سیدنی وایت (۲۰۰۷) و فیلم ابرقهرمان ۲۰۱۱ به ایفای نقش پرداخته‌است.

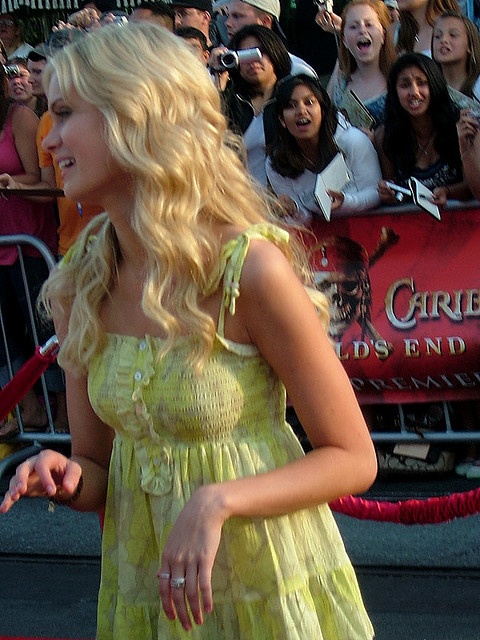
پکستون در ۱۹ می ۲۰۰۷

## فیلم‌شناسی

### فیلم و مجموعه‌های تلویزیونی
| سال       | نام                             | نقش بازیگر    |
| --------- | ------------------------------- | ------------- |
| ۱۹۹۹      | احساسات                         | جوان شریدان   |
| ۱۹۹۹      | اکشن                            | گرجستان اژدها |
| ۱۹۹۹      | کودلکا                          | شارلوت (صدا)  |
| ۱۹۹۸      | سرباز                           | انجی          |
| ۱۹۹۹–۲۰۰۴ | باب‌اسفنجی شلوارمکعبی            | شارلوت (صدا)  |
| ۲۰۰۰      | بازی کامل                       | سیدنی         |
| ۲۰۰۰      | ژپتو                            | فیتورد        |
| ۲۰۰۰      | داستان‌های باورنکردنی            | دختر          |
| ۲۰۰۱      | تعقیب                           | تریسی ریچبُرگ  |
| ۲۰۰۱      | لیزی مک‌گوایر                    | هالی          |
| ۲۰۰۲      | سی اس آی                        | جودی برادلی   |
| ۲۰۰۲–۲۰۰۳ | سلام از توسان                   | سارا توبین    |
| ۲۰۰۳      | سی‌اس‌آی: میامی                   | لانا واکر     |
| ۲۰۰۴      | دنیای مالکوم                    | انجلا         |
| ۲۰۰۴      | ویل و گریس                      | ملانی         |
| ۲۰۰۴      | دور از خانه                     |               |
| ۲۰۰۶      | آکوامارین                       |               |
| ۲۰۰۷      | سیدنی وایت                      | ریچل ویچبورن  |
| ۲۰۰۸      | فیلم ابرقهرمان                  | جیل جانسون    |
| ۲۰۰۹      | جوناس (مجموعه تلویزیونی)        | فیونا         |
| ۲۰۰۹      | آخرین خانه در سمت چپ            | ماری کالینوود |
| ۲۰۱۱      | کوسه شب                         | سارا پالسکی   |
| ۲۰۱۲      | استاتیک                         | راشل          |
| ۲۰۱۴      | پسران ابو غریب                  | پیتون         |
| ۲۰۱۴      | چگونه از مجازات قتل فرار کنیم   | ناتالیا       |
| ۲۰۱۷      | توئین پیکس (فصل ۳)              | کندی شاکر     |
| ۲۰۱۷      | این ما هستیم (مجموعه تلویزیونی) | کاترین        |
| ۲۰۱۸      | رقیب پیشتاز                     | کیثی          |
| ۲۰۱۸      | دختران خوب                      | امبر          |